# Protosticta gracilis
Protosticta gracilis là loài chuồn chuồn trong họ Platystictidae. Loài này được Kirby mô tả khoa học đầu tiên năm 1889.